# Richard Hines
Richard Hines, född 25 juni 1792 i Tarboro i North Carolina, död 10 november 1851 i Raleigh i North Carolina, var en amerikansk politiker. Han var ledamot av USA:s representanthus 1825–1827.
Hines avled 1851 och gravsattes på City Cemetery i Raleigh.